# Sibon lamari
Sibon lamari är en ormart som beskrevs av Solórzano år 2001. Sibon lamari ingår i släktet Sibon och familjen snokar. Inga underarter finns listade i Catalogue of Life.
Arten förekommer i Costa Rica och Panama. Honor lägger ägg.